# 성격화
성격화 (性格化)는 이야기에서 등장인물을 생성하는 개념이다. 그것은 문학적 요소와, 예술 또는 일상 회화의 극적인 작품에 이용될 수 있다. 등장인물은 자신의 행동, 말, 생각과 다른 등장인물과의 상호 작용을 통한 설명에 의해 제공될 수 있다.

## 같이 보기
- 등장인물
- 등장인물 작성
- 등장인물 방향